# Basilica di San Fedele

Pianta della basilica di San Fedele di Como. Scala 0:10 m. (A) Affresco di Giovanni Andrea De Magistris (1504), (B) Cappella con Immacolata attribuita a Giuseppe Nuvolone, (C) Leone stiloforo, (D) Abside Maggiore, (E) Transetto sinistro, (F) Leone stiloforo, (G) Transetto destro. In Guida Rossa Lombardia Touring Club Italiano, ©2008 Touring Editore.

La basilica di San Fedele è un importante luogo di culto cattolico del centro storico di Como, dedicato all'omonimo santo, evangelizzatore della chiesa comasca e martire nel III secolo a Sorico.
La chiesa è situata nel luogo in cui precedentemente era una chiesa paleocristiana risalente al VII secolo dedicata a Santa Eufemia. Importante opera del romanico lombardo è il coro, ispirato alla Cappella Palatina di Aquisgrana e alla basilica milanese di San Lorenzo, con un'importante decorazione scultorea dei Magistri cumacini con figure zoomorfe, mostri, grifoni, ecc.

## Storia
La chiesa fu eretta laddove si trovava un precedente edificio religioso cattolico, di probabile dedicazione mariana, dove si sarebbe trovata la prima sede del vescovo di Como entro la cerchia delle mura cittadine. La chiesa si affaccia sull'omonima piazza, già foro cittadino, che fino al XIX secolo ospitava un mercato del grano. Al complesso di edifici originariamente circostanti la chiesa facevano parte anche il battistero di San Giovanni in Atrio e la chiesa di San Pietro in Atrio, entrambi sconsacrati a seguito delle riforme giuseppinistiche di fine Settecento. Le colonne della chiesa di San Giovanni, che costituiva il più antico battistero della città di Como (V secolo), vennero riutilizzate per costruire il porticato della facciata del liceo Volta.
Di fondazione databile al V-VI secolo e attestata come chiesa di Sant'Eufemia già nell'865, la basilica assunse l'attuale dedicazione alla fine del secolo successivo, a seguito del rinvenimento del presunto sepolcro di San Fedele (965). La pianta della chiesa originaria è ancora oggi oggetto di dibattiti tra gli studiosi. Nello specifico, non è ancora chiaro se:
- la chiesa originaria fosse suddivisa in tre navate chiuse da rispettive absidi (e, in tal caso, l'attuale transetto e i due deambulatori sarebbero il risultato di alcuni rimaneggiamenti databili tra i secoli X e XI); oppure
- la chiesa fosse originariamente a navata unica, attraversata da un transetto bi-absidato (e, in tal caso, le navate naterali sarebbero un'aggiunta del X-XII secolo).

Ad ogni modo, la chiesa, che rimase una collegiata anche dopo lo spostamento della sede vescovile alla cattedrale di Santa Maria Maggiore, fu profondamente ristrutturata a partire dal 1007.
Ulteriori rimaneggiamenti si registrarono nei secoli successivi. Tra gli interventi posteriori, si annovera la realizzazione della volta a botte sulla navata centrale con ossatura ad archi-timpano. Inoltre, alcuni lavori intercorsi tra il Trecento e il Quattrocento comportarono la costruzione di matronei e tribune.
I più recenti interventi, avvenuti tra il secondo e il terzo lustro del Novecento, interessarono dapprima il pericolante campanile - la cui parte superiore fu completamente ricostruita nel 1905 -  e in seguito la facciata, rifatta nel 1914 in stile neoromanico ma conservando il rosone datato 1509. Entrambi i rifacimenti furono curati da Antonio Giussani.

## Descrizione
L'attuale chiesa risale al 1120; la costruzione è romanica e non solo, l'originale impianto a tre navate irregolari innestate su un impianto centrale, pure irregolare per la minor dimensione dell'abside principale rispetto alle due del transetto, percorse da ambulacri coperti dai matronei.
Nonostante i restauri di Antonio Giussani abbiano alterato la facciata e il campanile, reimpieghi di pezzi romani si riscontrano sopra il portale posteriore (scolpito in età romanica) e nel capitello romano del II secolo riadattato ad acquasantiera dell'ambulacro nord (su leone stiloforo); se quest'ultima scultura è databile al III secolo, successiva di 4-5 secoli è l'acquasantiera (con il rispettivo leone stiloforo) dell'altro ambulacro. Entrambi gli stilofori facevano parte dell'antico portale della chiesa di Sant'Eufemia.

### Esterno

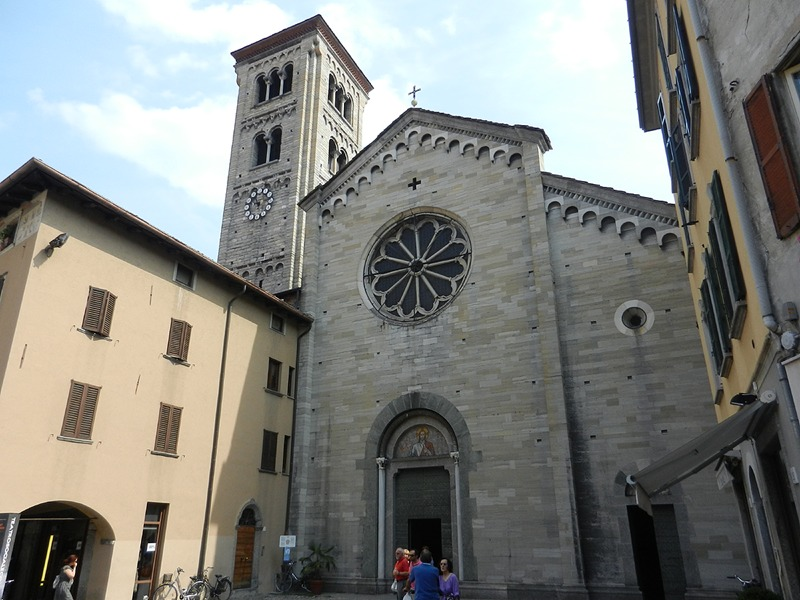
La facciata e il campanile

La facciata della basilica di San Fedele è in stile neoromanico ed è stata rifatta da Antonio Giussani ex novo, nel 1914. Essa presenta una struttura a doppio saliente, quello principale per la navata centrale ed uno minore per la navata laterale di destra. In corrispondenza della navata mediana, si apre un portale a tutto sesto leggermente strombato, con moderna lunetta musiva raffigurante Gesù Maestro, opera della pittrice Elena Mazzeri che la realizzò nel 1968. Al di sopra di esso, vi è un ampio rosone circolare (XVI secolo), recuperato dalla precedente facciata, dotato di struttura marmorea costituita da archetti trilobati sorretti da colonnine.
Il campanile, che si eleva alla sinistra della facciata, presenta parti edificate in periodi storici differenti. Se la parte inferiore è del 1271, la parte superiore fu infatti demolita e ricostruita nel 1905 per via di una pericolosa inclinazione. La torre, che ne sostituisce una più antica crollata a causa del terremoto del 3 gennaio 1117, è a pianta quadrata e presenta, su ciascun lato, due ordini di finestre, bifore in quello inferiore e trifore in quello superiore. All'interno della cella campanaria si trova un concerto in Sol maggiore composto da tre campane:
| Nome             | Nota | Diametro |
| ---------------- | ---- | -------- |
| Campana maggiore | Sol  | 96 cm    |
| Campana media    | La   | 85 cm    |
| Campana minore   | Si   | 75 cm    |

Sul lato orientale della chiesa, si trova l'abside principale (XII secolo), poligonale alla maniera delle chiese romaniche di Aquileia, e coronata da una loggetta del XIII secolo. Al suo fianco, si apre un antico portale cuspidato, databile tra i secoli XI e XII, detto anche portale del drago per via dei bassorilievi medievali, soggetti a diverse interpretazioni. Secondo l'ipotesi più comune è rappresentato profeta Abacuc con i cestelli dei viveri per san Daniele; sotto, si trova un rilievo scolpito di età romanica raffigurante Daniele in trono nella fossa dei leoni.

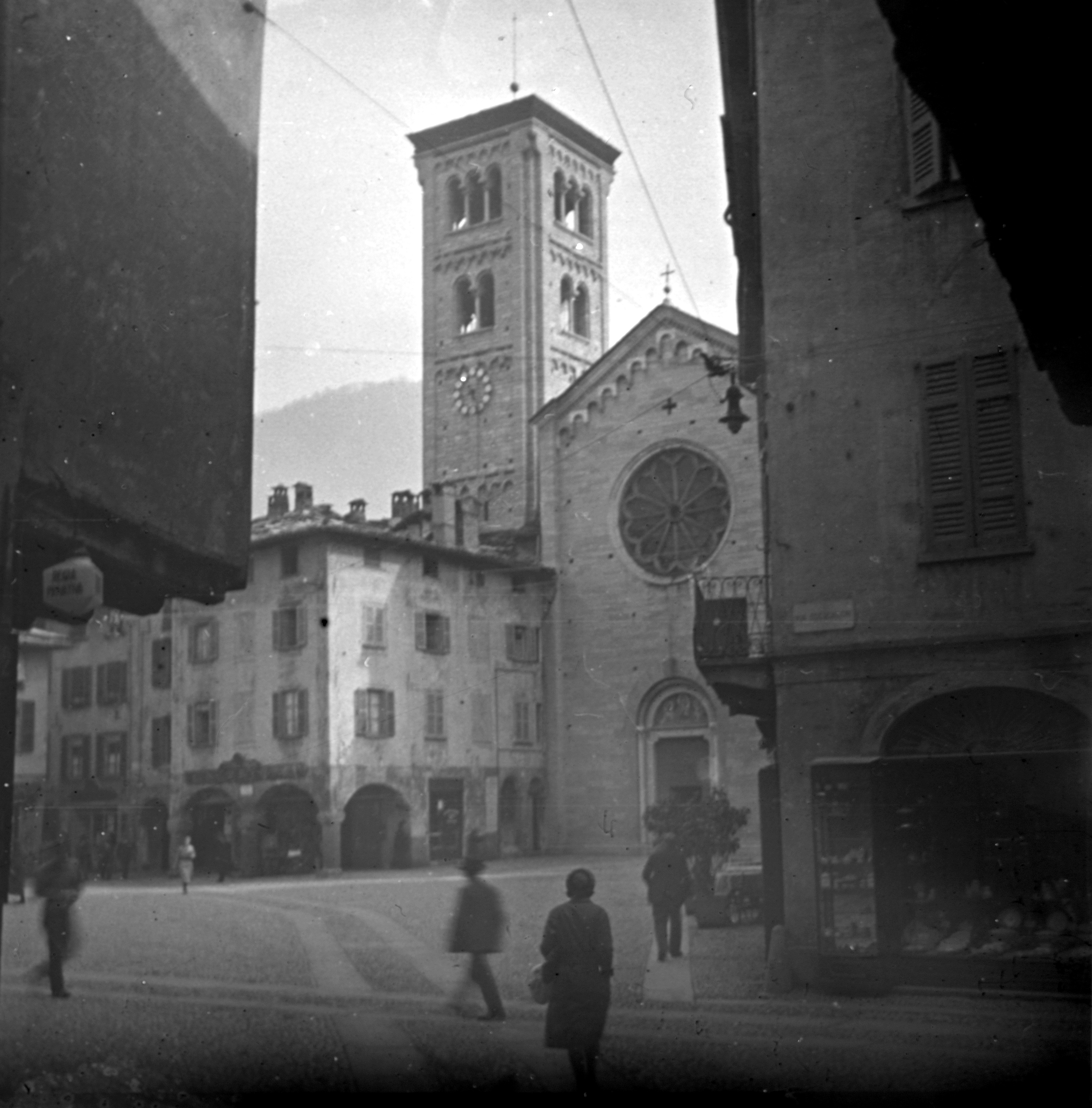
Facciata e campanile nel 1931
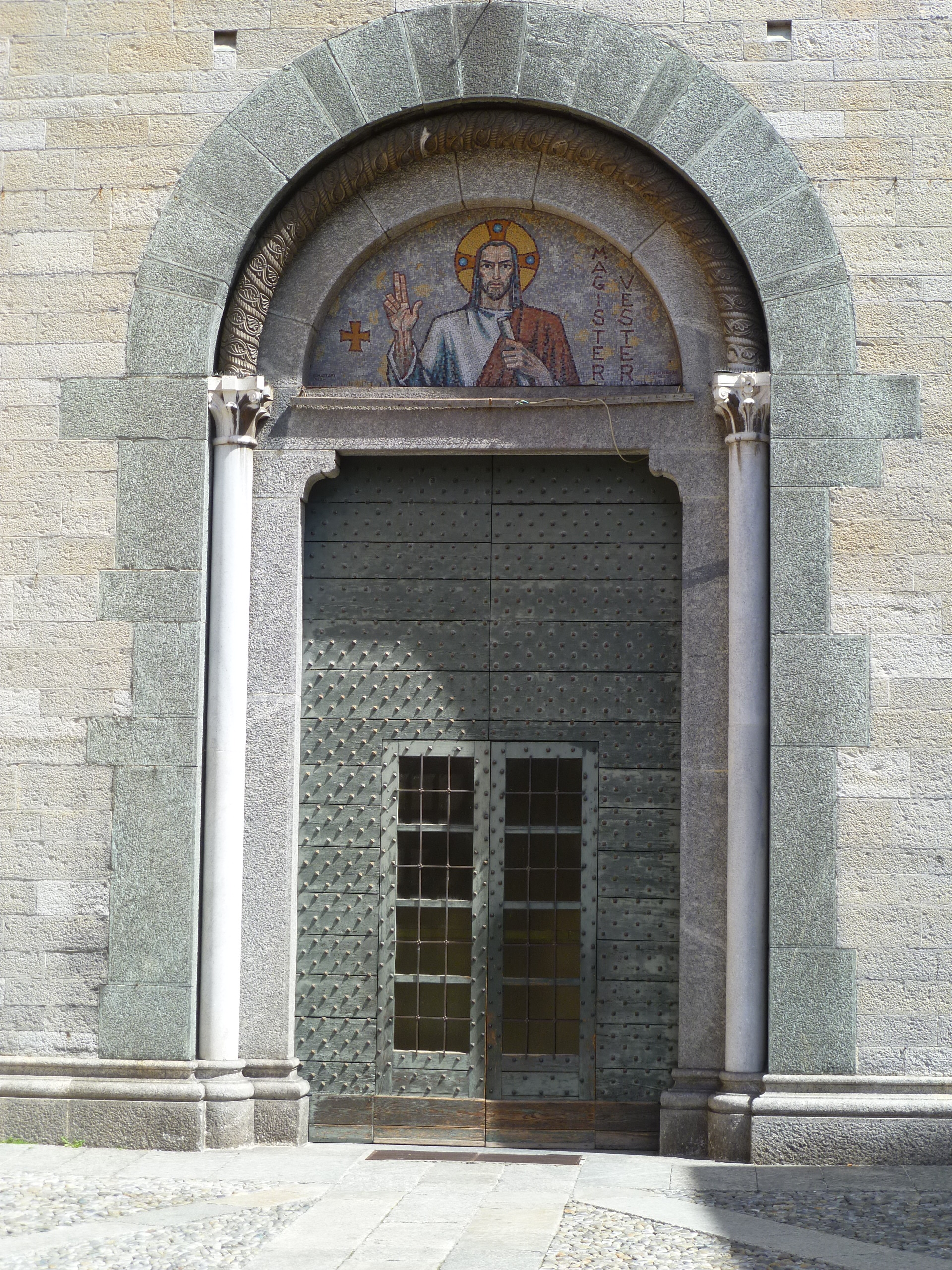
Il portale centrale della facciata
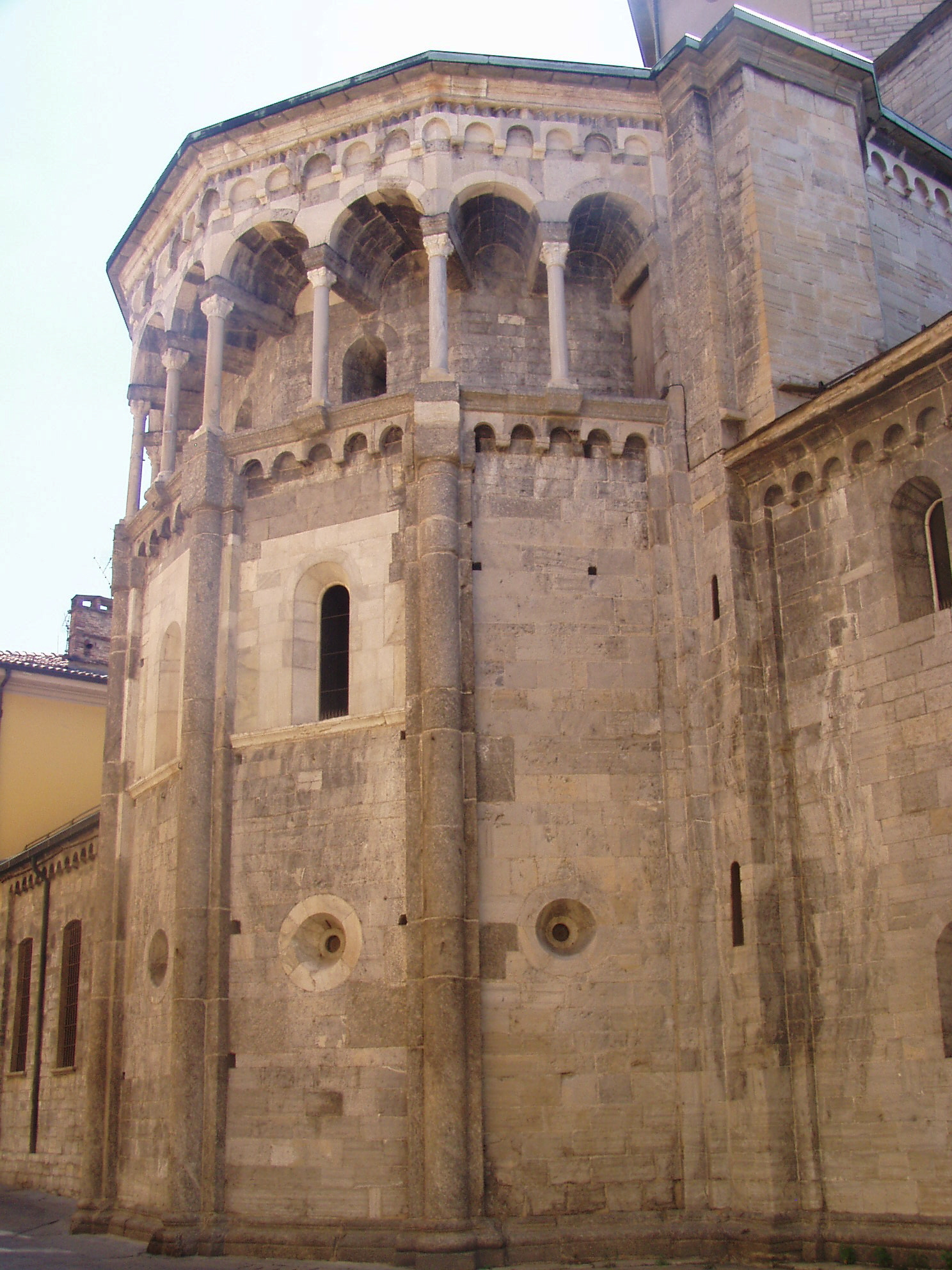
L'abside maggiore
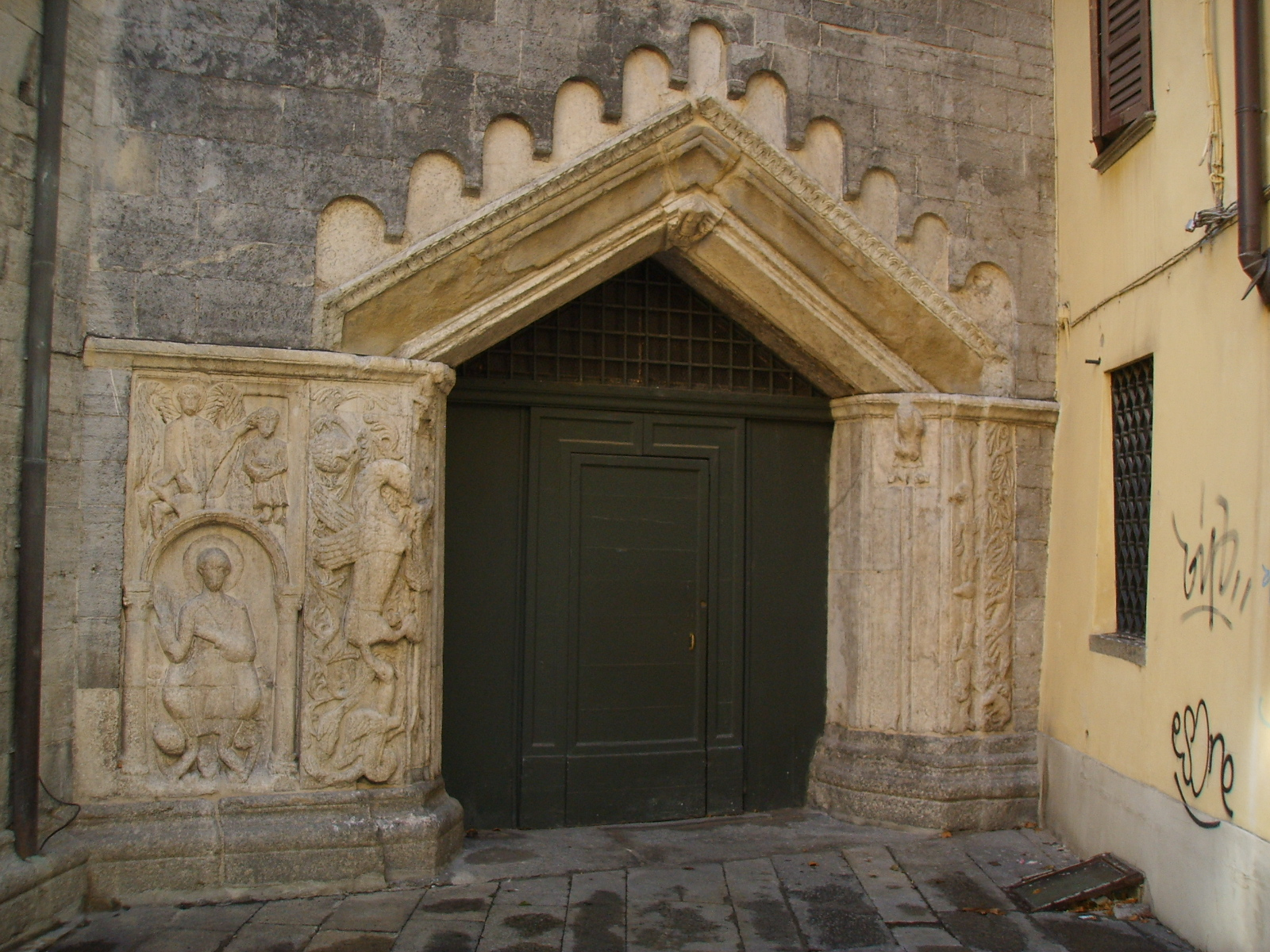
Il portale del drago

### Interno

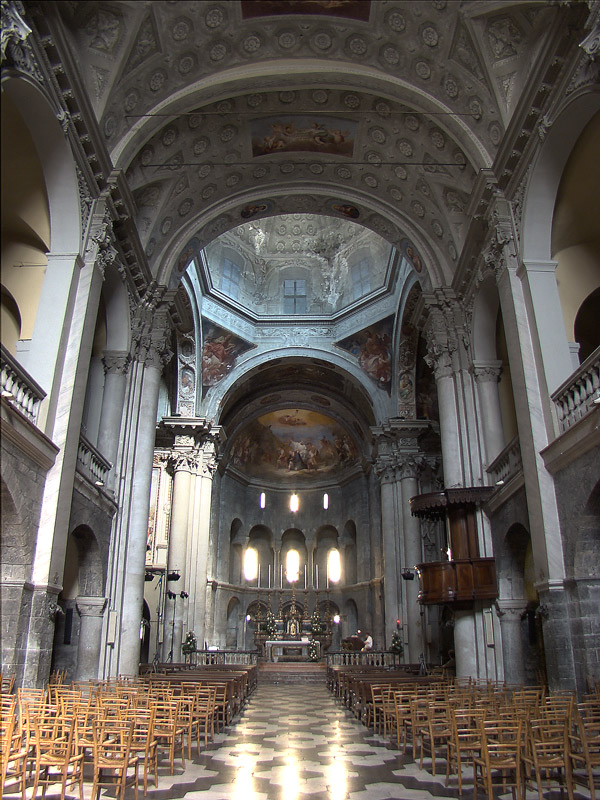
Interno

L'interno della basilica di San Fedele è a pianta a croce latina con aula articolata in tre navate di quattro campate ciascuna con alti matronei. La navata maggiore è in stile barocco ed è coperta con volta a botte lunettata, decorata con affreschi e sorretta da paraste corinzi. Il transetto è formato da due absidi pentagonali con deambulatorio.
L'imponente altare marmoreo del transetto di destra contiene un Crocifisso in cartapesta ed è sormontato dall'affresco Isidoro Bianchi del catino absidale, risalente al 1623 e raffigurante la Gloria del Paradiso, con al centro la Trinità con Maria, in basso alcune sante (tra le quali Orsola, Marta, Apollonia, Caterina, Agata e Cecilia) accompagnate da San Pietro Martire, e altri santi; ad un livello inferiore sono raggruppati santi, vescovi e papi (tra cui Vincenzo, Lorenzo, Sebastiano, Carlo Borromeo, Ambrogio, Gregorio Magno, Bernardo) e ancora più in basso chiude la composizione uno stuolo di angeli e arcangeli. Le pareti del transetto sono decorate con stucchi di Diego Carloni. Al fratello Carlo Innocenzo si devono invece le quattro tele che, all'interno della cappella già dei Lucini-Passalacqua, raffigurano altrettante scene della Passione di Gesù; le quattro tele furono realizzate allo scopo di coprire alcuni affreschi eseguiti da Isidoro Bianchi negli anni 1618-1625.
Il transetto di sinistra è, invece, dedicato alla Madonna, e riprende la struttura di quello di destra, avente altare marmoreo sormontato da una statua della Beata Vergine Purificata e catino absidale decorato da un affresco con l'Assunzione della Vergine opera della collaborazione di Giovanni Domenico Caresana con Francesco Carpano. Ai lati dell'ancona dell'altare vi sono quattro affreschi seicenteschi con lo Sposalizio della Vergine (ancora di Isidoro Bianchi), la Natività, l'Annuncio ai pastori e l'Adorazione dei Magi (della bottega del Procaccini).
Medievali sono invece databili i resti di affresco visibili nell'abside alle spalle del presbiterio, nel deambulatorio sud, e nel transetto di sinistra. Con specifico riferimento al transetto sinistro, il San Bartolomeo benedicente è riconducibile al XIII secolo, mentre il Battesimo nel Giordano e la Mandorla con Madonna sono databili al periodo a cavallo tra i secoli XI e XII. 
Fra le cappelle delle navate laterali, la prima a destra ha caratteristiche diverse dalle altre. La volta è rivestita da stucchi barocchi, mentre sul muro vi è un trittico affrescato nel 1504 da Giovanni Andrea De Magistris rappresentante la Madonna in trono con bambino tra i santi Sebastiano e Rocco; sotto vi è un'urna ove erano contenute le spoglie di sant'Amanzio vescovo di Como (ora nella Chiesa del Gesù). Sempre sul lato destro, la successiva cappella commemora papa Odescalchi e la beata Giovannina Franchi, entrambi battezzati in San Fedele.
Oltre la crociera, coperta da cupola ottagonale affrescata, in corrispondenza della navata mediana, si apre l'abside maggiore, con deambulatorio costituito da archi a tutto sesto sorretti da colonnine e catino affrescato. 
Al centro del presbiterio, delimitato da una balaustra marmorea, si trova l'altare maggiore barocco, sotto al quale sono conservate le spoglie ritenute appartenere al santo titolare della chiesa.

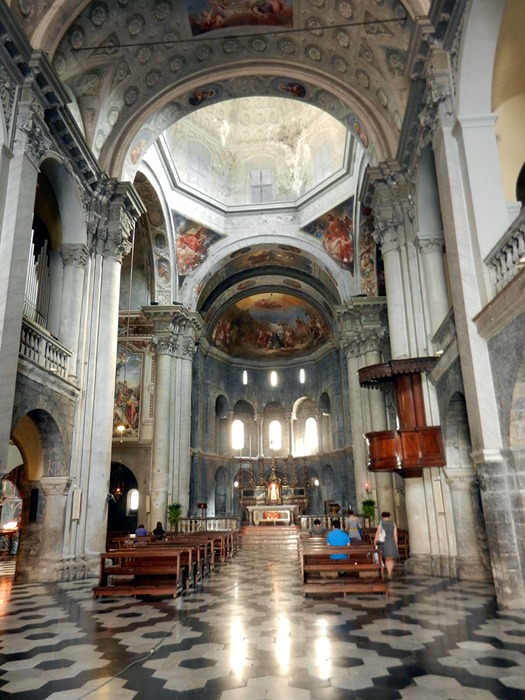
Interno della chiesa
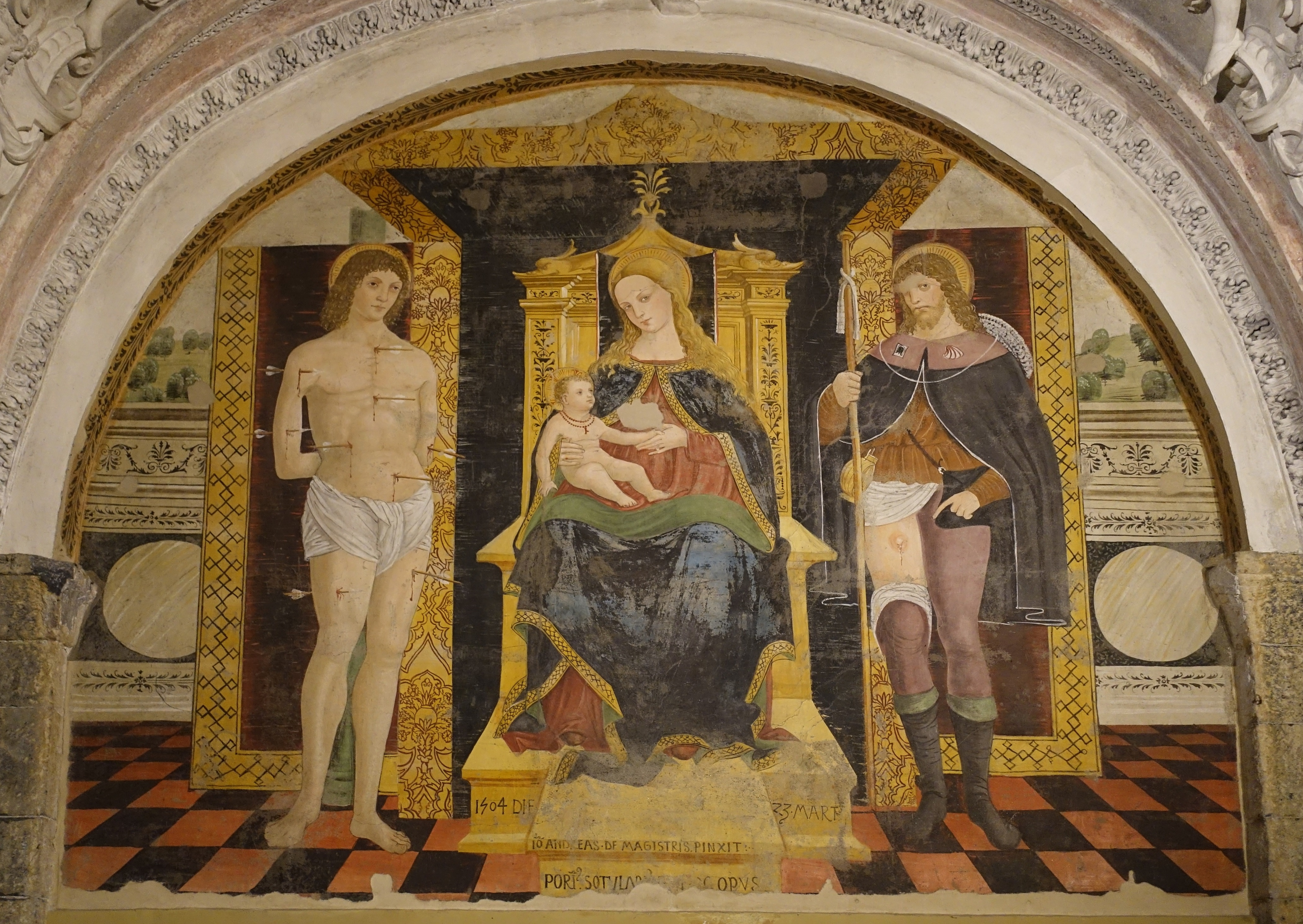
Giovanni Andrea De Magistris, Madonna in trono con bambino tra i santi Sebastiano e Rocco (1504)
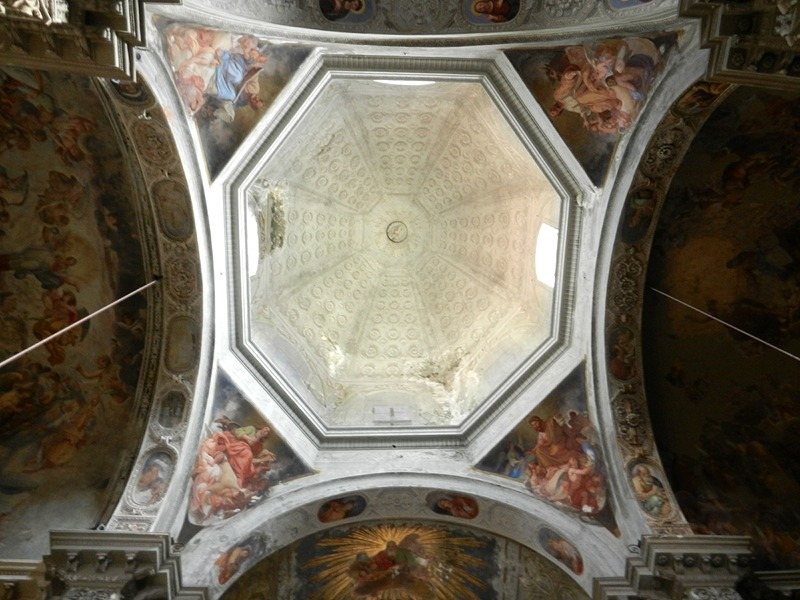
Interno della cupola
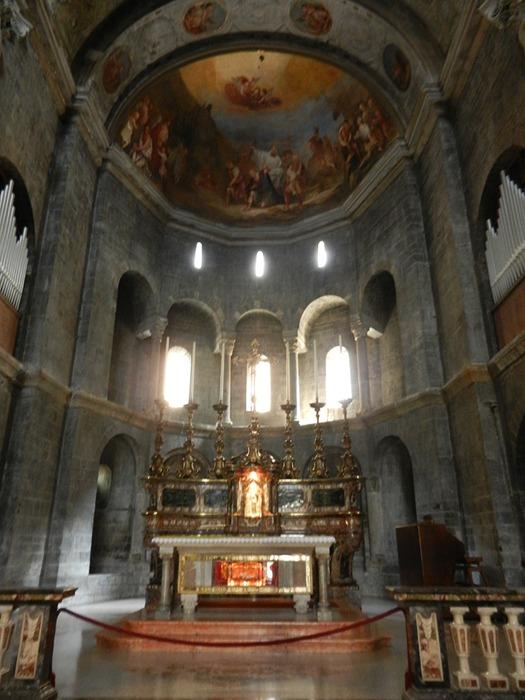
Abside maggiore e presbiterio

### Organo a canne
Nella basilica di San Fedele si trova l'organo a canne Mascioni opus 560, costruito nel 1941 ed in seguito restaurato ed ampliato dalla stessa ditta nel 2000.
Lo strumento è a trasmissione elettronica e la sua consolle, collocata nell'abside maggiore, dispone di tre tastiere di 61 note ciascuna e pedaliera concavo-radiale di 32 note. Il materiale fonico è dislocato in tre corpi differenti:
- il Grand'Organo (prima tastiera) e il Pedale si trovano nell'ultima campata del matroneo di sinistra;
- il Positivo espressivo (seconda tastiera) si trova nell'apposita cella organaria sulla parete di destra dell'abside maggiore;
- l'Espressivo (terza tastiera) si trova nell'apposita cella organaria sulla parete di sinistra dell'abside maggiore.